# Llanura de Sharón
La llanura de Sharón o simplemente Sharón (en hebreo: שרון) es la mitad norte de la llanura costera de Israel. Su ciudad más grande es Netanya.
La llanura se encuentra entre el mar Mediterráneo al oeste y las colinas de Samaria, a 15 kilómetros (9,3 millas) al este. Se extiende desde Haifa y el Monte Carmelo, en el norte hasta el río Yarkon en el sur, en el límite de la actual ciudad de Tel Aviv, a unos 90 kilómetros (56 millas). Partes de la llanura se incluyen en los distritos de Haifa, Centro, y Tel Aviv de Israel. En 2008 la llanura de Sharón era el hogar de 1 131 600 personas, 965 300 de ellos (85,3 %) son judíos, y 166 300 (14,6 %) son árabes.
La llanura de Sharón se menciona en la Biblia (1 Crónicas 5:16, 27:29; Isaías 33:9, 35:2, 65:10), incluyendo la famosa referencia a la enigmática «Rosa de Sharón» (Canción de Salomón 2:1). En la antigüedad, la llanura era particularmente fértil y populosa. Inmigrantes sionistas llegaron en el siglo XX, y poblaron la región con muchos asentamientos. En 2008, fue la región más densamente poblada de Israel.